# La Ligne de sang
La Ligne de sang est un roman policier de l'écrivain français DOA publié en 2004. Une nouvelle édition revue par l'auteur a été publiée en 2010.

## Résumé
Un soir de fin d'automne, dans les rues du quartier lyonnais de la Croix-Rousse. Un banal accident de moto. Marc Launay, capitaine au SRPJ de Lyon, en rentrant chez lui, s'arrête devant l'attroupement généré. Le lieutenant Priscille Mer est déjà sur les lieux. Ils se sont rencontrés au cours d'un stage professionnel peu de temps auparavant. Pour lui rendre service, Marc Launay lui propose d'aller prévenir Madeleine Castinel, une proche de Paul Grieux, le motard, dont ils ont trouvé l'adresse dans ses papiers, car celle-ci habite tout près de chez lui. Or, personne ne se trouve dans son appartement dont la porte est mystérieusement ouverte. De plus, une fiole abandonnée par terre près du lit rompt avec l'ordre parfait qui y règne. L'instinct du policier lui crie que quelque chose ne tourne pas rond. Ce sera le départ d'une enquête trouble[pas clair] sur la disparition de Castinel, enquête qui plongera les deux policiers dans le passé entouré de mystères de Paul Grieux. Mystères qui se transformeront en cauchemars[pas clair]...